# Coccophagus emersoni
Coccophagus emersoni är en stekelart som beskrevs av Girault 1917. Coccophagus emersoni ingår i släktet Coccophagus och familjen växtlussteklar. Inga underarter finns listade i Catalogue of Life.